# Милев, Валерий
Вале́рий Ми́лев (болг. Валери Милев; род. 11 марта 1974, София, Народная Республика Болгария) — болгарский режиссёр и сценарист, известный по своим фильмам «Убить заново» (2015) и «Поворот не туда 6: Последний курорт» (2014).

## Биография
Милев родился 11 марта 1974 года в городе София в Народной Республике Болгария. Проходил обучение в Новом болгарском университете и окончил его в 1999 году по специальности режиссёра.
До начала кинокарьеры Милев в основном специализировался на съёмках музыкальных клипов и рекламных роликов. Всего Милев снял более 200 клипов и 150 рекламных роликов.

## Карьера
Дебют Милева в большом кино состоялся в 2013 году с выходом хоррор-боевика «Красный код», который был снят и написан им. 
В 2014 году Милев был назначен режиссёром слэшера «Поворот не туда 6: Последний курорт», заменив на этой должности Деклана О’Брайена, который занимал этот пост в трёх предыдущих фильмах одноимённой франшизы. 
В 2015 году состоялась премьера хоррор-боевика под названием «Убить заново», режиссёром которого стал Милев. 
В 2019 году Милев стал режиссёром и сценаристом сатирического фильма ужасов «Пули справедливости». Этот фильм стал дебютом Милева в большом кино в качестве сценариста.
В 2024 году Милев занял пост режиссёра боевика «Прикончи их всех 2» с Жан-Клодом Ван Даммом в главной роли.

## Фильмография
| Год  | Название                            | Должность | Должность |
| Год  | Название                            | Режиссёр  | Сценарист |
| ---- | ----------------------------------- | --------- | --------- |
| 2013 | Красный Код                         | Да        | Да        |
| 2014 | Поворот не туда 6: Последний курорт | Да        | Нет       |
| 2015 | Убить заново                        | Да        | Нет       |
| 2019 | Проект «Зенит»: Танец Бонго         | Да        | Да        |
| 2019 | Пули справедливости                 | Да        | Да        |
| 2024 | Прикончи их всех 2                  | Да        | Нет       |